# Rio Bozieni
O Rio Bozieni é um rio da Romênia afluente do Rio Bârlad, localizado no distrito de Neamţ,

Vaslui.